# Салаватский педагогический колледж
Салаватский педагогический колледж (Салаватский колледж образования и профессиональных технологий) — государственное образовательное учреждение среднего педагогического профессионального образования города Салават Башкортостан.

## История
Колледж основан 1961 году как Салаватское педагогическое училище. Изначально здание училище располагалось в 2-х этажном здании по адресу г. Салават, ул. Гагарина, д. 21.
Первым директором был назначен Хафизов Хайретдин Хазифович.
Педагогический коллектив состоял из 12 преподавателей. В год открытия было принято 180 учащихся на русское и башкирское отделения для обучения по специальности «Учитель начальных классов».
С 1964 года директором был назначен Ярышев Нажип Гафурович, который в последующем проработал в колледже 33 года. Большой вклад в подготовку учителей начальных классов в эти годы внесли Заслуженные учителя школы РСФСР Л. Т. Исянгулова и С. С. Каримова, Заслуженные учителя школы БАССР А. Д. Вишкина и Л. Б. Баутина, в дальнейшем их работу продолжили Галеева З. Ф., ХАлисова Е.С., Хазиева М. Х., Исхакова Ф. Г., Мулдашев Р. И., Т. М. Тиссен, Ф. Я. Хабибуллина, Ф. В. Усманова Р. Р. Бурангулова, Баширова М.Ф.Л.М.Кашапова, М. З. Янбаева. В 1989 году для Салаватского педагогического училища было построено 3-х здание по адресу г. Салават, ул. Губкина, д. 7, которое остается основным учебным корпусом по настоящее время.
В 1994 году Салаватское педагогическое училище преобразовано в Государственное образовательное учреждение среднего профессионального образования Салаватский педагогический колледж (Приказ Министерства образования Российской Федерации от 28.06.1994 № 228; распоряжение Правительства Республики Башкортостан от 15.07.1994 № 722р).
С 1997 года директором колледжа является Ишембитова Зулфия Биктимеровна.
В 2009 году колледжу было передано здание по адресу г. Салават, ул. Калинина, д. 78, которое является вторым учебным корпусом по настоящее время.
В 2012 году Государственное образовательное учреждение среднего профессионального образования Салаватский педагогический колледж преобразовано в государственное автономное образовательное учреждение среднего профессионального образования Салаватский колледж образования и профессиональных технологий (Распоряжение Правительства Республики Башкортостан от 15.12.2011 № 1625-р);
В 2015 году Государственное автономное образовательное учреждение среднего профессионального образования Салаватский колледж образования и профессиональных технологий переименовано в государственное автономное профессиональное образовательное учреждение Салаватский колледж образования и профессиональных технологий (распоряжение Правительства Республики Башкортостан от 21.04.2015 № 393-р).